# Haus der Geschichte Eschweiler
Das Haus der Geschichte Eschweiler ist ein Museum im ehemaligen Kirschenhof in der Dürener Straße 27 in der Altstadt der Stadt Eschweiler im westlichen Nordrhein-Westfalen. Es beherbergt mehrere Räume des Eschweiler Geschichtsvereins. Die offizielle Eröffnung fand am 8. September 2024 statt. Das Gebäude steht seit 1985 unter Denkmalschutz.

## Geschichte
Der Kirschenhof ist ein 1839 errichteter und 1920 umgebauter, zweigeschossiger Traufenbau mit klassizistischer Verdachung, Blausteingewänden und klassizistischen Brüstungsgittern Ecke Dürener-/Parkstraße. Zu Beginn des 19. Jahrhunderts wohnte die Familie Wültgens dort. Später zog dort die Stadtsparkasse Eschweiler ein. 1915 wurde die Verwaltung der BIAG Zukunft von Köln nach Eschweiler in den Kirschenhof verlegt, um 1957 in den wenige 100 Meter entfernten Neubau in der Peter-Paul-Straße (heute City-Haus) umzuziehen. Danach barg der Kirschenhof einen Schreibwarengroßhandel, anschließend eine medizinische Untersuchungsstelle und ein Hygieneinstitut. Er wurde Anfang der 2020er Jahre zum Haus der Geschichte und Kultur umgebaut.

## Aufbau
Der große Ausstellungsraum zur Eschweiler Industrie-, Bergbau- und Stadtgeschichte ist in die Themenblöcke „Land & Fluss“, „Stadt“, „Industrialisierung“ und „Menschen“ aufgeteilt.